# Rhodeus pseudosericeus
Rhodeus pseudosericeus är en fiskart som beskrevs av Arai, Jeon och Ueda 2001. Rhodeus pseudosericeus ingår i släktet Rhodeus och familjen karpfiskar. Inga underarter finns listade i Catalogue of Life.